# 黄色い老犬
『黄色い老犬』（きいろいろうけん、Old Yeller）は1957年のアメリカ合衆国の映画。フレッド・ギプソンによる1956年の小説に基づいている。製作はウォルト・ディズニー。監督はロバート・スティーヴンソン。出演はドロシー・マクガイアなど。
2019年には「文化的・歴史的・芸術的にきわめて高い価値を持つ」とみなされ、アメリカ国立フィルム登録簿に登録された。

## ストーリー
南北戦争直後のテキサスで農場を営むコーツ一家。父のジムはカンザスへ牛追いに旅立ち、母のケイティと兄のトラビスと弟のアーリスは後に残った。
ある日、ウサギを追いかけた黄色い老犬が現われ、畑を荒した。その老犬を飼いたいとアーリスはせがんだ。トラビスも最初は反対するが、勇敢で賢いその姿を見て、だんだんと考えを変えていく。共に生活し、家族を守る中で、いつしか老犬「イエラー」は一家にとってかけがえのない存在になった。そんな折、狂犬病が辺りに流行っているという話が舞い込んだ。
ある晩、狂牛病にかかった牛を火葬しているケイティめがけて狼が襲ってきた。イエラーの活躍で一家はまたも難を逃れたが、イエラーもまた傷ついてしまう。そして、その狼には狂犬病の疑いがあった。

## キャスト
| 役名                 | 俳優                       | 日本語吹替 |
| -------------------- | -------------------------- | ---------- |
| ジム・コーツ         | フェス・パーカー           | 佐々木敏   |
| ケイティ・コーツ     | ドロシー・マクガイア       | 戸田恵子   |
| トラビス・コーツ     | トミー・カーク             | 浪川大輔   |
| アーリス・コーツ     | ケビン・コーコラン         | 山口淳史   |
| バッド・サーシー     | ジェフ・ヨーク             | 玄田哲章   |
| リスベット・サーシー | ビバリー・ウォッシュバーン | 藤枝成子   |
| バーン・サンダーソン | チャック・コナーズ         | 大塚明夫   |
| イエラー             | スパイク                   | 原語流用   |

- 日本語吹替：製作時期不明。dTVやDisney+での配信に使用されている。

## スタッフ
- 監督：ロバート・スティーヴンソン
- 製作：ウォルト・ディズニー
- 原作：フレッド・ギプソン
- 脚本：フレッド・ギプソン、ウィリアム・タンバーグ
- 撮影：チャールズ・P・ボイル
- 音楽：オリヴァー・ウォーレス